# Aeroportul Cadjehoun
Aeroportul Cadjehoun (IATA: COO, ICAO: DBBB) este un aeroport din Departamentul Littoral, Benin ce deservește zona Cotonou. Aeroportul a fost tranzitat în 2020 de 199.453 de pasageri.
Situat la o altitudine de 6 m, aeroportul dispune de 1 pistă.

## Infrastructură

### Piste
Aeroportul dispune de o singură pistă. Pista 06/24 are suprafața de asfalt și dimensiunile 2.400 m × 45 m. 